# Benjamin Glazer
Benjamin Glazer (Belfast, 7 de março de 1887 — 18 de março de 1956) foi um roteirista estadunidense.

## Filmografia
- Sinners in Silk (1924)
- Fine Clothes (1925)
- The Gay Deceiver (1926)
- Flesh and the Devil (1926)
- Paid to Love (1927)
- The Trail of '98 (1928)
- Beggars of Life (1928)
- The Boudoir Diplomat (1930)
- The Devil to Pay! (1930)
- Liliom (1930)
- Pagan Lady (1931)
- Monsieur Albert (1932)
- Mata Hari (1932)
- A Farewell to Arms (1932)
- No Man Of Her Own (1932)
- The Way to Love (1933)
- We're Not Dressing (1934)
- Rhythm on the Range (1934)
- Four Daughters (1938)
- Yes, My Darling Daughter (1939)
- They Made Me a Criminal (1939)
- Arise My Love (1940) (story)
- Paris Calling (1941)
- Tortilla Flat (1942)
- Song of My Heart (1948)
- Carousel (1955)

## Prêmios e indicações
- Venceu: Oscar de melhor roteiro adaptado — Seventh Heaven (1927)
- Venceu: Oscar de melhor história — Arise, My Love (1940)